# 1537 en France
Chronologie de la France
- 1533
- 1534
- 1535
- 1536
- 1537
- 1538
- 1539
- 1540
- 1541

Cette page concerne l'année 1537 du calendrier grégorien.

## Événements
- 1er janvier : Madeleine, fille de François 1er, épouse à Paris le roi Jacques V d'Écosse[1].
- 28 décembre : ordonnance de Montpellier instituant le Dépôt légal en France[2].
- Émeutes de la gabelle en Guyenne et en Angoumois[3].

## Naissances en 1537
- Charles de Montmorency-Damville : amiral de France et Pair de France
- Jean de Poltrot de Méré : genilhomme
- Antoine Matharel : écrivain
- Nicolas Bogueret : maçon et architecte
- Antoine de Brenezay : homme politique
- Claude de Fenoyl : capitaine d'infanterie

## Décès en 1537
- Nicolas Barthélemy de Loches : moine
- Jean VI de Bueil : grand bouteiller de France
- Claude Chevallon : imprimeur
- François de Créquy : prélat
- Louis de Husson : évêque
- Pierre Taisan de l'Estoile : jurisconsulte
- Claude I Le Roux : magistrat
- Thomas Murner : théologien et humaniste